# Сварадж

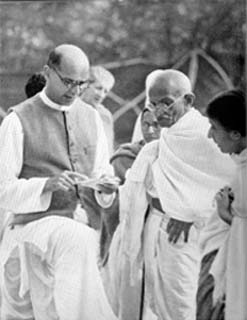
Махатма Ганді (праворуч)

Сварадж (гінді स्वराज : сва-«само» + радж «закон») — синонім поняття самоврядування, використовуваний Махатмою Ганді. Зазвичай співвідноситься з концепцією незалежності Індії від Великобританії, введеної Ганді. Сварадж, в основному, має на увазі політичну децентралізацію та управління не за допомогою уряду, а за допомогою членів суспільства та громадських зборів. Концепція Ганді призвела до сильних потрясінь для політичних, економічних, військових та освітніх британських інституцій в Індії.
Сварадж у розумінні Ганді був повністю виконаний. Засновані ним добровольчі організації для втілення в життя свараджа стали прообразами для громадських рухів та недержавних організацій, які згодом з'являлися у різних регіонах Індії.